# Martinus Ræhs
Martinus Ræhs (dänisch auch Morten Ræhs den yngre, * 29. Januar 1702 in Horsens; † 20. September 1766 in Kopenhagen) war ein dänischer Stadtmusiker, Flötist und Komponist des Galanten Stils. Vor- wie auch Nachname des Künstlers erscheinen in vielfältigen Namensformen: Der Vorname als Martin, Martinus, Marthinus, Morten und Morton; der Nachname als Rahr, Rees, Rehs, Reis, Reitz, Retz, Rhæs, Ries, Riis, Ræhs, Ræss og Röhs. Die gebräuchlichste Namensform ist Martinus Ræhs. In Dänemark setzt sich zunehmend die Namensform Morten Ræhs d.y. (für Morten Ræhs der Jüngere in Abgrenzung zu seinem Vater) durch.

## Leben und Werk
Martinus Ræhs wurde in der dänischen Kleinstadt Horsens in eine musikalische Familie hinein geboren. Der Vater Morten Ræhs d.æ. (Morten Ræhs der Ältere, † 24. August 1733), ein guter Multiinstrumentalist, war Stadtpfeifer für die Städte Horsens, Stiernholm und Aakier. Er nahm später den Chefposten der Ratsmusik in Aarhus ein und spielte auch vor dem dänischen König Frederik IV. Er vererbte seine Aarhuser Position an seinen Sohn Martinus. Bruder Christian (1710–1786) war Organist in der Holmens Kirche in Kopenhagen und Konzertmeister des königlichen Geigenorchesters, der späteren königlichen Kapelle. Beim Tod seiner Mutter im Jahr 1748 war Christian Ræhs offensichtlich im Ausland und hatte lange nichts mehr von sich in Dänemark hören lassen. Vermutlich nahm er zu dieser Zeit Violinunterricht bei dem italienischen Geigenmeister Giuseppe Tartini, da er sich selbst als Tartini-Schüler bezeichnete. Er muss auch in Kontakt zu Carl Philipp Emanuel Bach gestanden haben, da dieser als Rezensent des Chorbuches (1781–1783) seines Kollegen Niels Schiørring Christian Ræhs wärmstens empfiehlt. In der Universitätsbibliothek von Trondheim sind drei Violinkonzerte unter dem Namen Ræhs vorhanden, die offensichtlich Christian Ræhs und nicht Martinus Ræhs zuzuschreiben sind.
Martinus Ræhs erhielt wahrscheinlich ersten Musik- und Instrumentalunterricht von seinem Vater. Bereits als Kind spielte er vor dem dänischen König Frederik IV. Die wesentliche Ausbildung auf seinem Hauptinstrument, der Flöte, erhielt er vor allen Dingen in den 1720er Jahren bis 1732 in England. Hier lernte er große Musiker wie Georg Friedrich Händel, Francesco Geminiani, Francesco Barsanti und John Loeillet kennen. Erst 1733 nach dem Tode seines Vaters übernahm Martinus Ræhs schließlich das Amt des Stadtmusikers in Aarhus, der zweitgrößten dänischen Stadt. Als Stadtmusiker zeichnete er verantwortlich für die Musiken zu festlichen Anlässen wie Hochzeiten, Zeremonien in der Kathedrale oder in der Kirche Unserer Lieben Frau in Aarhus oder auch bei königlichen Besuchen in dieser Stadt. Martinus Ræhs virtuoses Flötenspiel mag während des Besuchs von Christian VI. im Jahr 1733 in Aarhus erklungen sein, aber die Bürger von Aarhus verstanden diese Musik nicht wirklich. Umgekehrt interessierte Ræhs sich nicht für gewöhnliche, bürgerliche Tanzmusik. Deshalb reiste Ræhs in seiner Aarhuser Zeit häufig nach Kopenhagen, um am königlichen Hof vorzuspielen.
1748 verließ er Aarhus. 1754 erst finden wir ihn in Kopenhagen gemeldet. In der Zwischenzeit war er am Hof in Schwerin, wo er für Kronprinz Friedrich von Mecklenburg, den späteren Grafen von Schwerin, sechs Sonaten komponierte. 1754 heiratete Ræhs Tochter Martha Elisabeth den Musiker Henrik Kragh. Im selben Jahr trat Ræhs seine Position in Aarhus mit Genehmigung des Königs offiziell an Tochter und Schwiegersohn ab. Er siedelt nach Kopenhagen um. In Kopenhagen, dem Musikzentrum Dänemarks, konnte er dann seine wahren Fähigkeiten auf der Traversflöte zeigen. Als Gast spielte er oft in den Hoforchestern mit. Einen festen Platz in diesen Orchestern räumte man ihm jedoch nicht ein. Stattdessen zahlte man ihm eine Rente. 1766 starb er dann im Alter von 64 Jahren. Martinus Ræhs wurde an der deutschen Kirche Sankt Petri in Kopenhagen begraben.
Martinus Ræhs war ein atypischer Stadtmusiker. Er war nicht nur absoluter Virtuose auf der Flöte, sondern er komponierte auch für dieses Instrument. Vor dem Hintergrund dieser Begabungen, die deutlich über denen eines durchschnittlichen Stadtmusikers lagen, wird verständlich, dass er lange in London blieb, bevor er in die Provinzstadt Aarhus zurückkehrte und dass seine Sehnsucht ihn schließlich aus Aarhus in das dänische Musikzentrum Kopenhagen weg zog. Der häufig als komponierender Stadtmusikant charakterisierte Ræhs hinterließ 16 kammermusikalische Stücke für Flöte und Begleitinstrument. Diese relativ wenigen Stücke bieten einen guten Einblick in die Entwicklung der Musik vom Barock zum Rokoko bzw. zum galanten Stil.